# Escudo de Indonesia
El escudo de Indonesia consiste en un águila con las alas extendidas, de oro, llamada "Garudá", es una figura que aparece en numerosos templos antiguos del país, datando algunos de ellos del siglo VI.
El águila es el símbolo de la grandeza y la energía de Indonesia. Sobre su pecho figura un blasón cuarteado y sostiene en sus garras una cinta con el lema nacional: "Bhinneka Tunggal Ika" (“Unidad en la diversidad”) que se remonta al siglo XV y se atribuye a Tantular, un santo del reino de Majapahit. 
El escudo propiamente dicho es cuartelado, en el primer cuartel de gules, una cabeza de sable de “Banteng”, un toro salvaje (Bos javanicus), símbolo de la democracia y la sabiduría de los representantes de la nación. En el segundo cuartel, de plata, una figura del árbol banyan o "Beringin", que representa la unidad del país. En el tercer cuartel, también de plata, dos espigas de arroz y algodón, de plata y gules respectivamente, que aluden al deseo de justicia social para todo el pueblo; y en el último cuartel, de gules, una cadena con eslabones en forma de aros y cuadrados que simbolizan las futuras generaciones humanas: los aros representan a las mujeres y los cuadrados a los hombres. Sobre el conjunto se añade, en un escusón negro, una estrella dorada de cinco puntas, que simboliza la creencia en un Dios Supremo.

## Evolución histórica del escudo

Escudo de armas de las Indias Orientales (1602-1799)
Escudo de armas de las Indias Orientales Neerlandesas (1800-1949)
Escudo de armas de los Estados Unidos de Indonesia (1949-1950)
Escudo de armas de la República de Indonesia (1950-presente)